# 前田賢一朗
前田 賢一朗（まえだ けんいちろう、1980年7月29日 - ）は、日本の男性声優。埼玉県さいたま市大宮区出身。
以前は、劇団若草、キャロットハウスなどに所属していたが、現在はフリーで、「まえけん」名義で同人関連作品の活動に軸を移している。
2005年になると、プレイボールの谷口タカオ役で声優デビュー

## 出演
太字はメインキャラクター。

### テレビアニメ
- プレイボール（2005年、谷口タカオ）
- プレイボール2nd（2006年、谷口タカオ）

### 舞台
- 丹青の「新・目黒のさんま」（深川とっくり座:：さん丸）
- ふたたび丹青の「大工調べ」（深川とっくり座：南都茂早乃助）
- その瞬間（とき）を抱きしめたい（劇団生命座：日向副操縦士）
- マリッジブルー（劇団若草）

### ナレーション・朗読・ボイスオーバー
- 華麗なる英国競馬の世界（NHK衛星ハイビジョン）
- NARUTO -ナルト- 疾風伝 DVD TV・ラジオCM（ANIPLEX）
- 動きでわかる日経ヘルスDVDシリーズ（ビクターエンタテインメント/日経BP社制作）
- 通販番組『スルッと』

### ゲーム
- SNOW BOUND LAND（オトメイト）
- 裏語薄桜鬼（オトメイト）
- Wand of Fortune II FD（オトメイト）

### ラジオ
- ぼくらのしあわせなじかんのすごしかた（FM鴻巣76.7フラワーラジオ）
- フレッシュ！ワイン娘（Androidアプリ）
- もぎたて！ワイン娘（Androidアプリ）
- magcafe tweet（ポッドキャスト）

### MC
- 秋葉原ゲームフェスタ（ステージイベント）
- ドスパラ本店店頭イベント

### その他
- PSO2コマーシャルムービー『やるなら今だ！編』
- ニコ生公式生放送